# Margaery Tyrell
Margaery Tyrrel je fiktivní postava knižní série Píseň ledu a ohně a televizního seriálu Hra o trůny, který je knihami z větší části inspirován. Byla vytvořena autorem knižní série, Georgem R. R. Martinem, který jí představil již v prvním díle série. V seriálovém zpracování ji ztvárnila britská herečka Natalie Dormerová a poprvé se objevila ve třetí epizodě druhé série, "Co je mrtvé, nemůže nikdy zemřít". Bohužel, dosud nebyly vydány všechny díly knižní série, proto není Margaeryn „knižní“ osud znám.

## Seriál Hra o trůny
Až do čtvrté série se kniha shoduje se seriálem. Jelikož dosud (2019) není stále vydaná kniha Vichry zimy, tak režiséři byli nuceni od páté série, s několika instrukcemi od samotného autora, psát pro další díly svůj vlastní scénář.

### Druhá série
Margaery se poprvé objevuje ve třetí epizodě, kdy se provdá za Renlyho Baratheona, čímž se uzavírá spojenectví těchto dvou rodů proti rodu Lannister. Renly je ovšem homosexuál, udržující milenecký vztah s jejím bratrem Lorasem. Poměr odhalí, ale upřímně dala najevo, že s tím nemá problém.
Později na Bouřlivém konci uspořádají šermířský turnaj, na kterém se setká s Brienne z Tarthu a Catelyn Stark. Večer pak žádá svého manžela ke zplození potomka, ale kvůli své orientaci to zamítá a nedokáže se s ní ani pomilovat, ačkoliv se před ním svlékne. Tu noc je na Renlyho spáchán atentát, kdy ho probodne stín jeho bratra, Stannise Baratheona, který pomocí magie vytvoří rudá kněžka Melisandra. Tyrellové následně odjíždějí do svého sídla a Petyr Baeliš sjedná spojenectví mezi nimi a Lannistery.

### Třetí série
Nato se Margaery s ostatními Tyrelly stěhuje do Rudé bašty v Králově přístavišti, kde brzy dokazuje, že je jedna z mála osob schopných zvládnout Joffreyho. Brzy si znepřátelí i matku krále Cersei a spřátelí se s Joffreyho snoubenkou Sansou Stark, na níž si mladý panovník v poslední době rád vybíjel svojí zlost. Jeho rádci mu radí Sansu, coby dceru zrádce, zapudit a místo toho si vzít za ženu Margaery. Postupem času si Joffreyho zcela získá, což jeho matku vyloženě štve, jelikož hned prozřela její manipulaci a tuší, že Tyrellové mají v úmyslů převzít kontrolu nad Sedmi královstvími a to prostřednictvím jejího dítěte. Margaery několikrát navštěvuje chudé v nejhorších částech města, zejména sirotčince, kde s nejnižší třídou projeví značnou empatii, díky čemuž její popularita mezi obyvateli města velmi vzroste.

### Čtvrtá série
Zanedlouho se uspořádá královská svatba a Joffrey je během hostiny otráven. Z Margaery se stává vdova již hodinu po vdaní. Shodou předešlých okolností je z vraždy krále okamžitě obviněn Tyrion a Sansa, ačkoliv za tím ve skutečnosti stála Olena Tyrell. Než Tyrion nevědomky podá králi otrávený pohár vína, stačí ho Margaery velmi nenápadně otrávit, zatímco všichni přítomní soustředí svojí pozornost na Joffreyho ponižování Tyriona. Přestože se z následného soudu stává fraška v jeho drtivý neprospěch, tak Margaery mlčí.
Zanedlouho se uspořádá sňatek s Joffreyovým mladším bratrem, Tommenem. Ten je povahově přesným opakem svého krutého sourozence a jeho manželka začne brzy ovlivňovat i jeho. To se opět nelíbí Cersei, že již její druhé dítě, ke všemu to nejmladší, se muselo oženit s podstatně starší šlechtičkou rodu Tyrellů a mezi oběma ženami začíná panovat rivalita.

### Pátá série
Cersei poskytne náboženskému řádu Vrabčáků moc, s úmyslem obvinit Lorase za homosexualitu. Při procesu se obhajuje a Margaery se svého bratra zastane a označí všechna obvinění vůči němu za lež. To vše přijde vniveč poté, co je předvolán svědek, mladík, se kterým měl Loras intimní poměr. Je tím spolu se svým bratrem zatčena a zavřená do cely.

### Šestá série
Po dobu zajetí má možnost navštívit zlomeného Lorase do jeho cely, kde mu snaží poskytnout útěchu. Tyrelly takové jednání pobouří a vyšlou svojí armádu pod vedením Jaimieho Lannistera k Baelorovu septu vysvobodit uvězněné členy rodu. Těsně předtím než by došlo k potencionálnímu krveprolití se ukáže, že je Margaery propuštěna. Avšak jen proto, že přesvědčila Tommena, aby vytvořil spojenectví mezi vírou a korunou. Olena Tyrell následně na doporučení Margaery, odjíždí zpět do Vysoké zahrady.
Když se koná soud Lorase v Baelorově septu, tak se mladý Tyrell přizná ke všem svým hříchům, zřekne se nárokům na svůj rod a hodlá se přidat k mužům víry. Předmětem procesu měla být i Cersei, ta ovšem nedorazila a Margaery dojde, že to byl celou dobu její záměr. Chce pozastavit soud a opustit se všemi zúčastněnými septum, což Nejvyšší vrabčák rázně odmítá. Hned na to se pod nimi zapalují zásoby divokého ohně, jehož plameny pronikají zespoda do monumentální stavby, kde všichni přítomní, včetně Margaery, umírají.